# Jennifer Zeng
Jennifer Zeng (ur. 19 października 1966) – chińska działaczka na rzecz praw człowieka.
Jest absolwentką Uniwersytetu Pekińskiego, gdzie uzyskała magisterium z biochemii.
Praktykowała Falun Gong i została poddana represjom ze strony władz chińskich. Była aresztowana czterokrotnie; wysłano ją do obozu pracy, gdzie miała być poddawana torturom fizycznym i psychicznym, w tym elektrowstrząsom. W 2001 r. uciekła z kraju.
W 2005 r. wydała książkę pt. Witnessing History: One Chinese Woman's Fight for Freedom and Falun Gong.
Jej historia została przedstawiona w filmie Free China.